# Сарматія

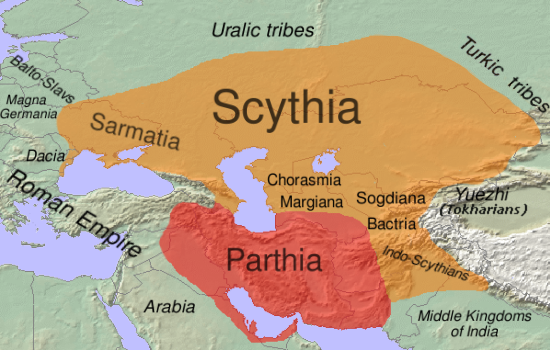
Приблизне розташування Сарматії в зоні поширення племен Східноіранської мовної групи (позначено помаранчевим) в І ст. до Р. Х.

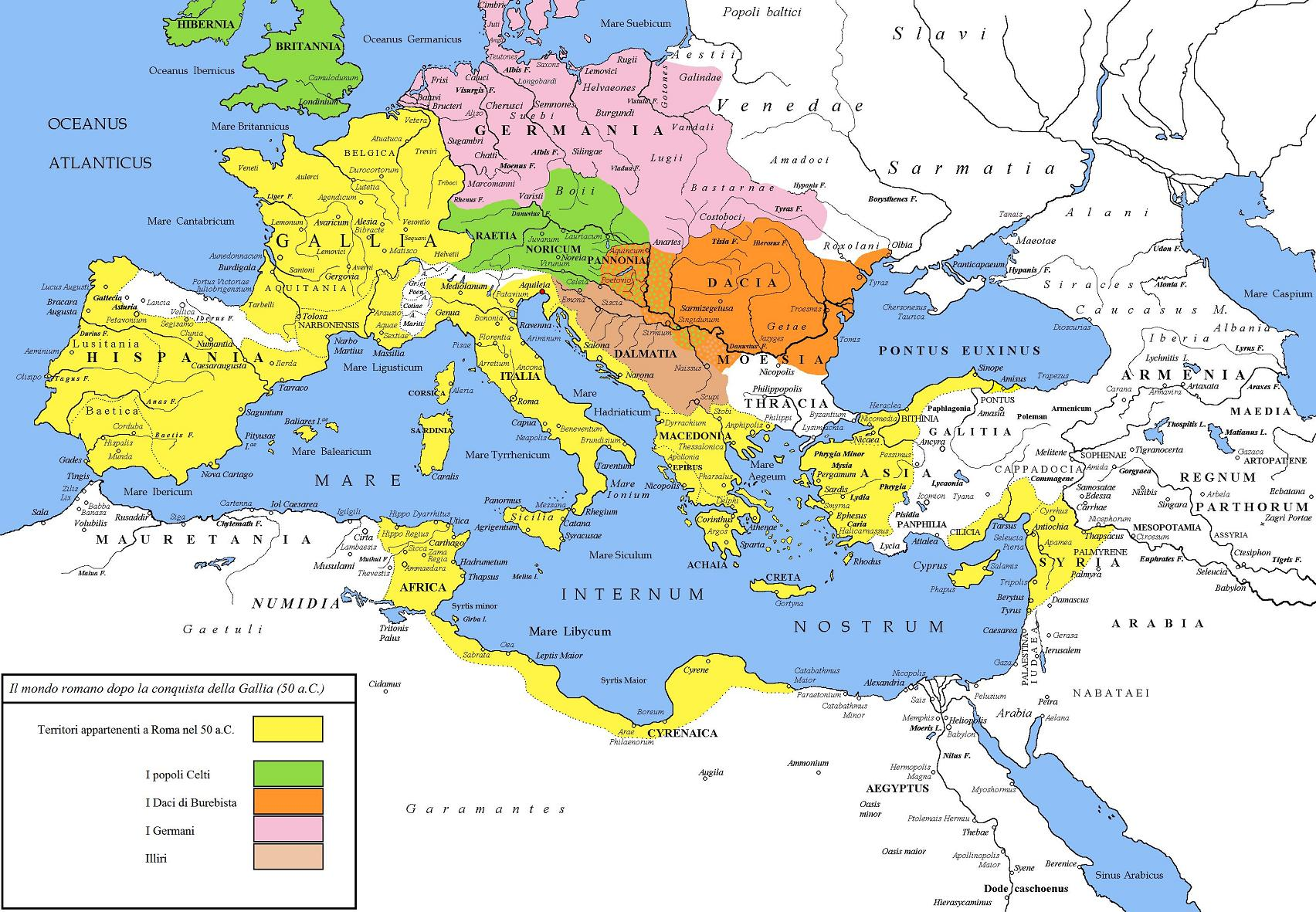
Європа у 50 р. до н. е.

Сарма́тія (лат. Sarmatia) — історичний регіон у Східній Європі, в Північному Причорноморії, від Сарматських гір (Бескиди у Польщі), Вісли, до Сарматського моря (Балтійське), і до Гіперборейських гір (Урал). Згадується в працях античних авторів як батьківщина кочівницького народу сарматів. За часів Птолемея вважалось, що межа Європи та Азії проходить по Танаїсу (Дон), тому Сарматію поділяли на Європейську та Азійську. У роботах науковців середньовіччя та періоду Відродження використовувалася як синонім Східної Європи — від Балтійського моря на півночі до Чорного моря на півдні, й від Карпат на заході до Волги на сході. Одна з поетичних назв шляхетської Польщі та козацької України раннього нового часу.

## Історія

### Античність
Сарматія описується в третій книзі «Географії» античного вченого Клавдія Птолемея. Нею він окреслював терени сучасної Східної Європи, які поділяв на дві частини — Європейську і Азійську Сарматії. Згідно з Птолемеєм Європейська Сарматія (Octava Europe tabula continet Sarmatiam) обмежувалася на півночі Венедською протокою Сарматського океану (Балтійським морем) й частиною невідомої землі. На заході кордон Сарматії пролягав по річці Вістулі (Вісла), частині Германії, що лежала між її витоками, й Сарматським горам (Карпатам). Південну межу складали південь Сарматських гір, Дакія, гирло Борисфену (Дніпра) й берегова лінія Понту (Чорного моря) до річки Керкініт в Криму. Східний кордон Сарматії пролягав від річки Керкініт, через озеро Віка, берегову лінію Меотійського озера (Азовського моря) до річки Танаїс (Дон), а далі — по меридіану, що починається від гирла Танаїсу й закінчується у невідомій північній землі.
За Птолемеєм в Сарматії лежали такі гори: Сарматські, Певка (Тейки), Амадока, Гора Водін (Бодін), Гора Алан (Алаун), Гора Карпат, Венедські гор, Ріпейські гори.
Перша простягалася від Карпат до Дону; друга — від Дону до Каспійського моря. В майбутньому цього поділу Сарматії на Європейську й Азійську частини дотримувалися Маркіан Гераклейський у праці «Об'їзд Європейської Сарматії» (кн ІІ), Помпоній Мела (кн. ІІІ, 55) та інші географи. За Уралом починалась Скитія (див. мапу Птолемея Азія 7 табула).

### Середньовіччя й новий час
У Середньовіччі землі Північного Причорномор'я називали Сарматією Якоппо з Бергамо та Еней Сільвія Пікколоміні. Останній, щоправда, зазначав, що більшість географів того часу надавали перевагу назві «Скіфія».
В часи Відродження інтерес до Сарматії виріс завдяки праці Матвія із Міхова «Трактат про дві Сарматії» (1517), який вперше після Птолемея детально описав географію Європейської та Азійської Сарматій, а також подав короткі відомості про історію, звичаї та побут народів, що населяли їх.
На географічних картах Східної Європи (М. Вальдземюллера 1513, Бернарда Ваповського 1526 та ін.), у хроніках і в описах польських (Я. Длуґош, Матвій з Мехова), італільських (Алессандро Гваньїні) та інших істориків, як також у писаннях гуманістів XVI–XVII століть назва Сарматія була прийнята для визначення України й Польщі.
Від античних сарматів виводили себе польські, литовські та руські (українські) маґнати і шляхта, з чого й виникла ідеологія сарматизму XVII—XVIII століть.

## Сарматія на географічних картах
В рукописі «Географія Птолемея» 1420 р. (автор невідомий), на карті «Сарматія» (Сарматіас) (назва карти умовна) вперше були зображені українські землі та вперше на карті міститься напис «Сарматія». В цьому рукописі на карті «Сарматія Азійська» (назва карти умовна) — напис «САRМАТЇА АСЇА» (Сарматія Азійська)..
1467 р. карти: «Європейська Сарматія» (Sarmatia Evropє) та «Сарматія Азійська» (Sarmatia Asiatica). На карті «Сарматія Азійська» (Sarmatia Asiatica) показано частину східноукраїнських земель (Sarmatie in Evropa pars)...
1513 р. Мартін Вальдземюллер. Карта– «Tabula Moderna Sarmatie, Eur, Sive, Hungarie, Polonie, Russie, Prussie, Et, Vvalachie»). Назву «Сарматія» прийняв для визначення України, Польщі, Угорщини, Волощини та Пруссії..
1526 р. Бернард Ваповський. Карта– «Tabula in qua illustrantur ditiones Regni Poloniae ac Magni Ducatus Lithuaniae pars». Ототожнював Сарматію з Україною, Польщею, Угорщиною, Волощиною..
1548 р. Джакомо Гастальді. Карта — «Tabula Europae III» (венеційське видання «Географії» Птолемея"). Територія на північ і схід від Карпат (Sarmatice montes) — Сарматія Європейська (Sarmatiae Europae Pars)..
1570 р. Андрій Поґрабка. Карта — «Partis Sarmatiae Europae, quae Sigismundo Augusto regi Poloniae potentissimo subiacet nova descriptio» (Частини Європейської Сарматії…). З українських земель виділено «Русь, відома як Роксоланія» (Rvssia, А Ptol Roxolania), Поділля (Podolia), Волинь (Volhinia) та Кодимію (Codimia). В Причорномор'ї, біля Дніпровського лиману (на Лівобережжі) напис — SCYTHIAE PARS (СКІФІЯ)..
1581 р. Абрагам Ортеліус. Карта— «Romani Imperii Imago» — в своєму атласі «Theatrum Orbis Terrarum» (перше видання атласу 1570 р.). Українські землі позначені як Sarmatiae..
1661 р. Філіп Клювер.Карта — «Sarmatia et Scythia, Russia et Tartaria Europaea». На карті українські землі (Правобережжя) позначені як Скіфія (Scythia), а російські землі та Лівобережна Україна як Московія Європейська. Напис Сарматія Європейська (Sarmatia Europaea) охоплює польські, українські, білоруські, литовські та московські землі..
1680 р. Крістоф Целларіус. Карта— «Bosporus, Maeotis, Iberia, Albania et Sarmatia Asiatica» (Босфор, Меотида, Іберія, Албанія та Сарматія Азійська). Територія України позначена як Сарматія Європейська (Sarmatia Europaea). Землі, що знаходяться південніше р. Дон — Сарматія Азійська (Sarmatia Asiatica), на північ від Каспію — «Scythia intra Imaum»..
1685 р. Крістоф Целларіус. Праця «Historia antiqua». Карта «Sarmatia» (Сарматія). Українські землі позначені як Сарматія Європейська (Sarmatia Europaea). Землі, що знаходяться південніше р. Дон — Сарматія Азійська (Sarmatia Asiatica), на північ від Каспійського моря — «Scythia intra Imaum»..

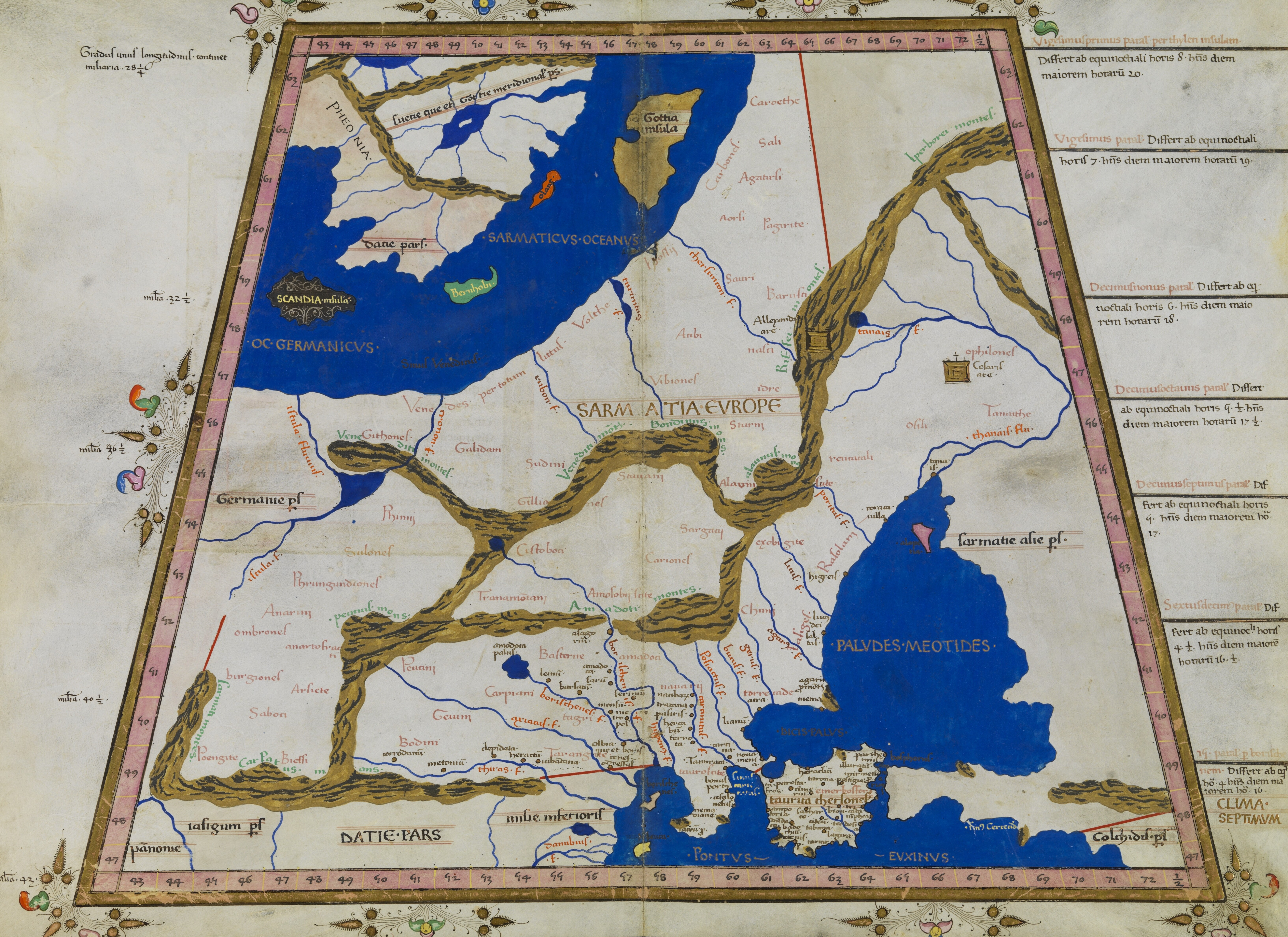
Європейська Сарматія. «Восьма мапа Європи»  згідно з «Географією» Клавдія Птолемея. Ніколаус  Германус, 1467
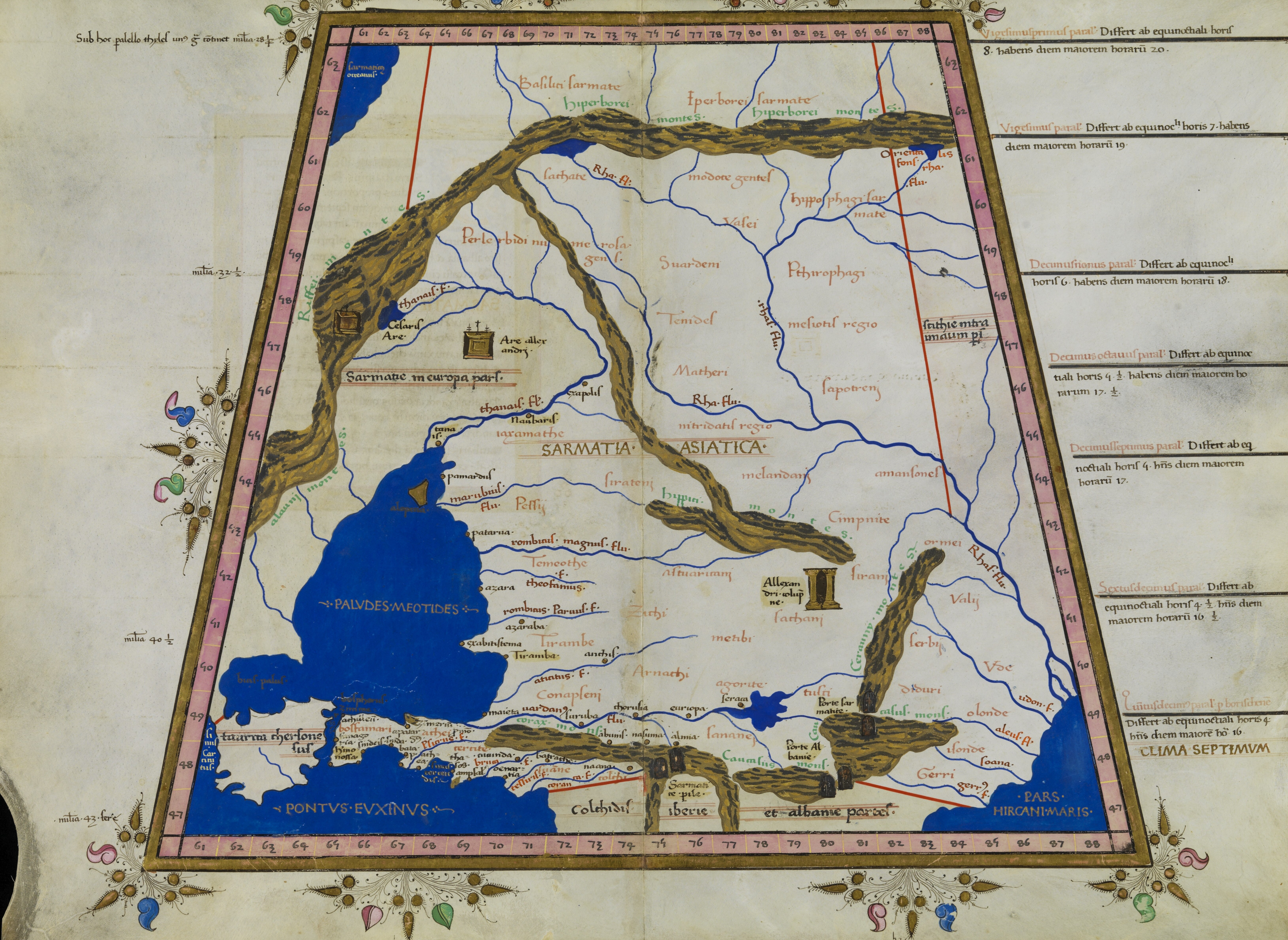
Азійська Сарматія. «Друга мапа Азії». Згідно з «Географією» Клавдія Птолемея. Н. Германус, 1467
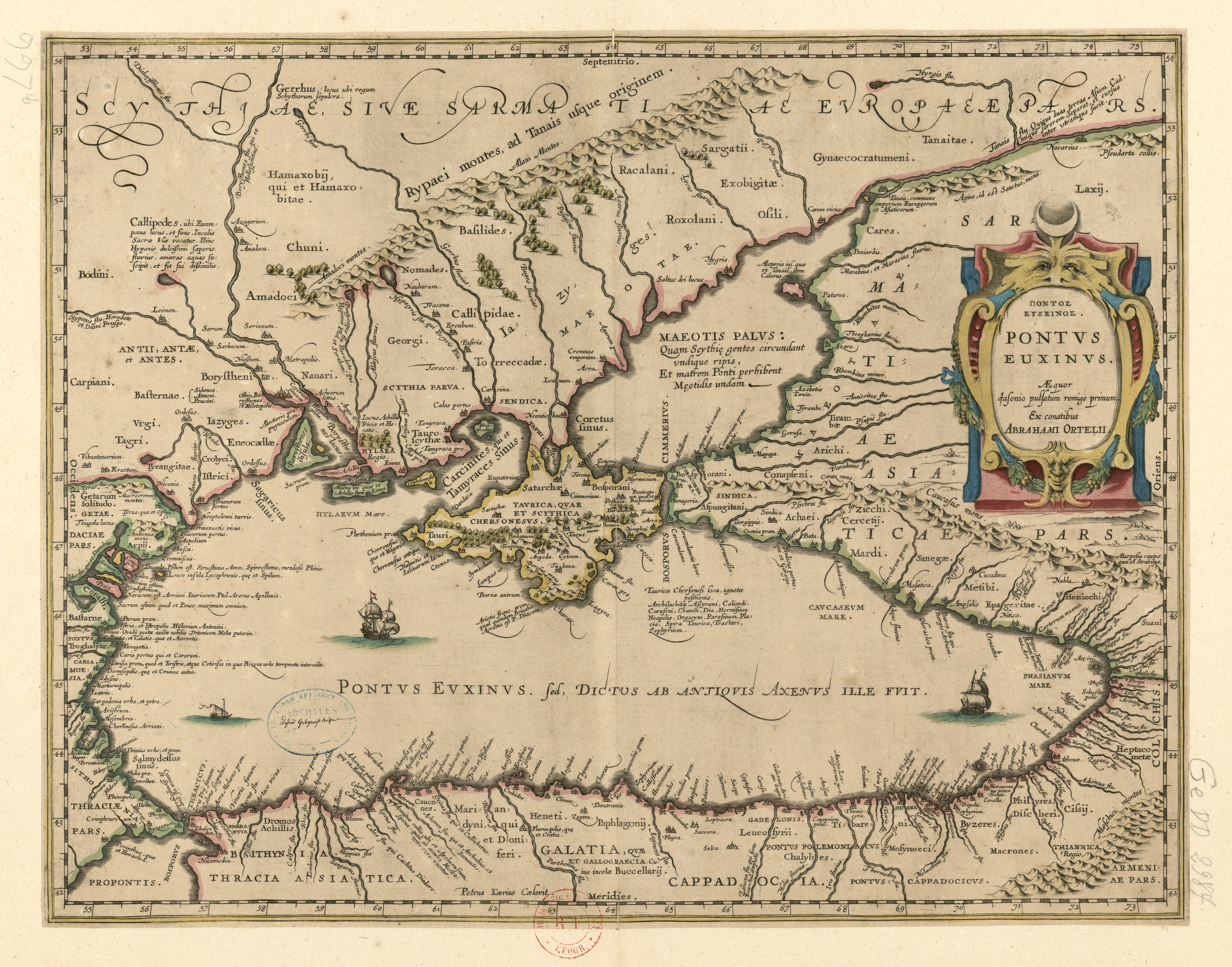
Понт Евксінський. Абрагам Ортеліус, 1590.
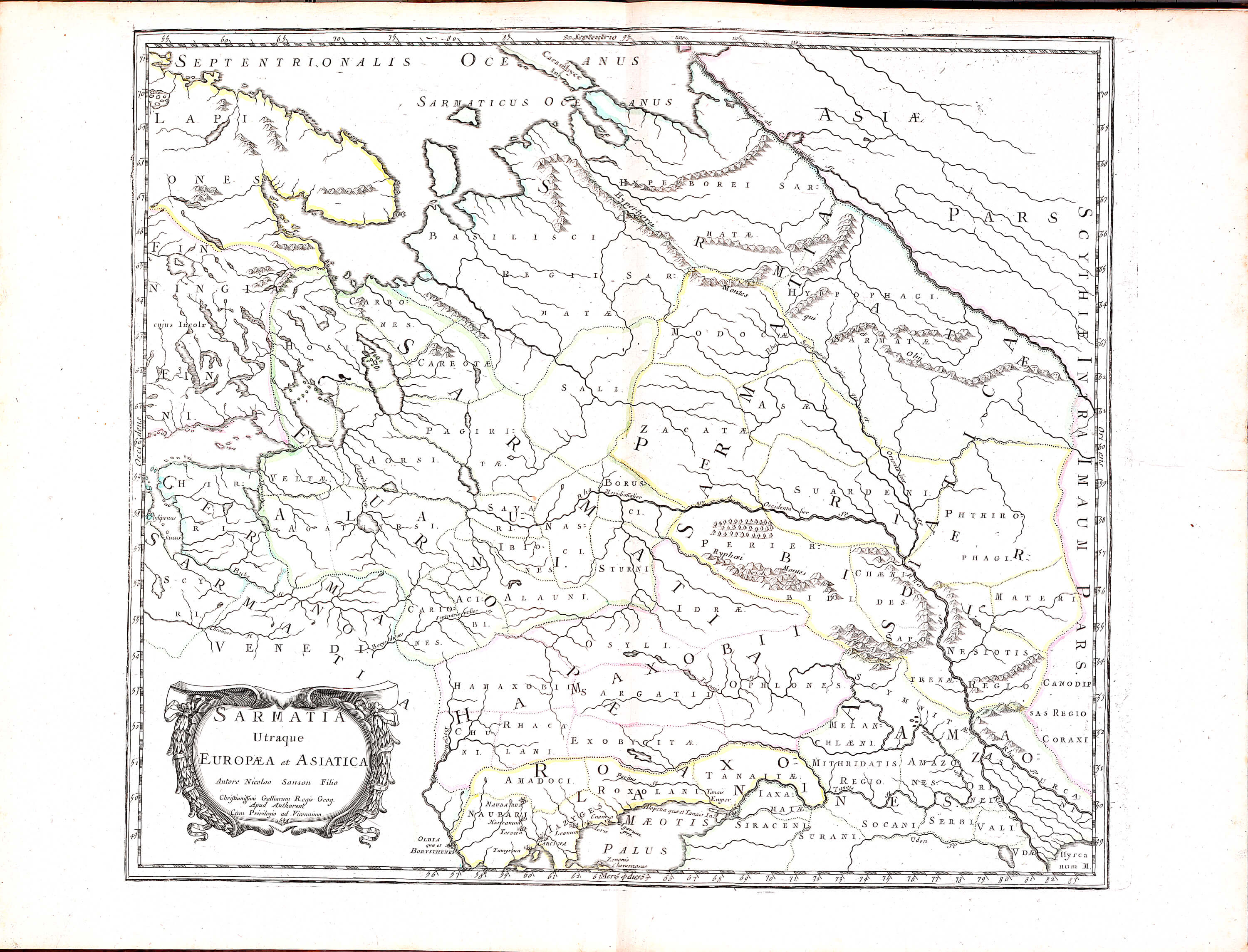
Сарматія, Нікола Сансон, 1651

## Цікаві факти

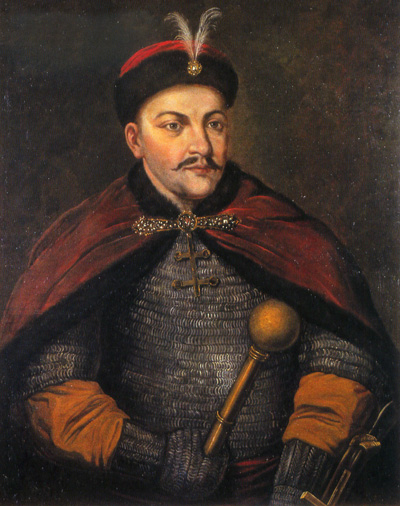
Юрій Хмельницький — князь Сарматський і вождь Війська Запорозького

- З 1677 року гетьман Війська Запорозького Юрій Хмельницький використовував титули «князя сарматського і гетьмана Війська Запорозького»; у деяких джерелах — «князя Сарматії, Малої Росії і України, вождь Війська Запорозького»[9].
- У літописі Самійла Величка XVIII століття сарматськими називаються два народи: «сарматійський народ польський» та «вольний, шляхетський, савроматійський, козако-руський народ»[10]. Там само щодо козаків вживаються епітети: «сармато-козацькі предки», «слов'яно-козаки», «козако-руські предки»[11]. Також, у тексті Білоцерківського універсалу Богдана Хмельницького від 1648 року до всієї України, Самійло Величко твердить про первинність сарматського походження козаків-русів, від яких пішли поляки:

|  | Передаємо вам це і сповіщаємо, що поляки народилися й пішли від нас же, савроматів та русів, і про це свідчать їхні ж польські хронікарі. Отож були вони спочатку братами нашими, савроматами й русами, але мали велику пожадність до слави й душезгубного багатства і віддалилися від співжиття з нашими стародавніми предками. Вони взяли собі іншу назву (тобто ляхи й поляки), і заволоклися аж за Віслу... Потім, як минуло відтоді вже багато часу, вони розплодилися й примножилися у своїх поселеннях понад Віслою і за Віслою і, невдоволені згаданими вже людськими шкодами і здирствами, безпричинно й по-зрадницькому повстали (як колись Каїн на Авеля) на русів чи савроматів, тобто на своїх же з давнини природних братів... Вони звоювали війною і привласнили через свою ненаситність достеменно наші зі стародавніх часів землі та провінції козако-руські, савроматійські від Поділля і Волох по Віслу і аж до самого Вільня і Смоленська. Мав наш край довгі й просторі кордони, включаючи землі Київську, Галицьку, Львівську, Холминську, Белзьку, Подільську, Волинську, Перемисльську, Мстиславську, Вітебську й Полоцьку. Вони, поляки,не тільки знищили і згладили на згаданих наших землях та провінціях ім’я наше славне козацьке, але, що найгірше й найбільше засмучує, запрягли вони всіх братів наших, роксолан, у невільниче підданське ярмо.... |

- В популярній міфологізованій «Історії Русів» XIX століття наводиться привілей короля Казимира III Великого від 17 березня 1339 року, в якому одним із обґрунтувань приєднання Галичини до Польщі було те, що «люд Руський» є з поляками «від одної крові нашої Сарматицької породжений і нам теж кревною посесією приналежний»[13]. Там само подається лист козаків до короля Сигізмунда ІІІ від 1596 року, де також наголошується спільне «сарматське» походження русинів і поляків: «Народ Руський, бувши в поєднанні спершу з Князівством Литовським, а згодом — і з Королівством Польським, не був ніколи од них завойований і їм раболіпний, але, яко союзний і єдиноплемінний, од єдиного кореня слов'янського, альбо Сарматського, виниклий…»[14]. В іншому місці у зверненні Богдана Хмельницького до козаків, стверджується, що «предки наші, відомі всьому світові Слов'яни, або Сармати і Руси…»[14]